# Juxtón
Juxtón är en ort i Mexiko.   Den ligger i kommunen Aldama och delstaten Chiapas, i den sydöstra delen av landet, 700 km öster om huvudstaden Mexico City. Juxtón ligger 1 801 meter över havet och antalet invånare är 193.
Terrängen runt Juxtón är kuperad åt sydost, men åt nordväst är den bergig. Terrängen runt Juxtón sluttar norrut. Runt Juxtón är det ganska tätbefolkat, med 166 invånare per kvadratkilometer. Närmaste större samhälle är El Bosque, 17,0 km norr om Juxtón. Omgivningarna runt Juxtón är en mosaik av jordbruksmark och naturlig växtlighet.